# Jaromír Bartoš
Jaromír Bartoš (28. března 1927 Písečné – 13. dubna 1972 Brno) byl český filozof.

## Biografie
Jaromír Bartoš se narodil v roce 1927 v Písečné nad Dyjí. Jeho otcem byl podúředník finanční stráže. Jeho otec byl volnomyšlenkář a ateista a to v Jaromíru Bartoši vyvolalo zájem o filozofii. Po maturitě v Třebíči v roce 1945 vystudoval mezi lety 1945 a 1949 Filozofickou fakultu Masarykovy univerzity v Brně. V roce 1948 požádal o vstup do KSČ. Po ukončení studia nejprve vyučoval na vesnických školách ve Výčapech, Jihlavě a Moravských Budějovicích. V roce 1950 publikoval disertační práci, která se zabývala noetickým a axiologickým systémem Karla Engliše. V roce 1954 nastoupil na pozici interního aspiranta na katedře dialektického a historického materialismu na FF v Brně. V roce 1962 se Bartoš habilitoval a od roku 1963 působil jako přednášející a v roce 1968 se stal mimořádným profesorem na filozofické fakultě.
Po zřízení Filozofického kabinetu ČSAV v Brně v roce 1969 byl Bartoš jmenován jeho ředitelem. V roce 1972 se nuceně změnilo zaměření kabinetu na studia teologie a ateismu a tak Bartoš odešel a stal se nezávislým vědeckým pracovníkem na Filozofickém ústavu ČSAV v Praze. Pracoval v akademických a ministerských komisích, v redakční radě filosofických časopisů v Česku i na Slovensku.

## Výuka
Zpočátku se věnoval axiologii, ale brzy se začal věnovat základním ontologickým otázkám. Zabýval se hlavně čtyřmi tématy:
1. Otázky dialektiky, vztah dialektické a formální logiky
2. Dějiny základních filozofických kategorií (nahodilost, hmota, příčina)
3. Analýza interpretačních schémat a modelů skrytých v pojmech myšlenkově reprodukujících pohyb
4. Pedagogické problémy, motivované historicky nebo aktuální potřebou výuky filozofie